# 萨姆龙
萨姆龙（法語：Sammeron，法語發音：[samʁɔ̃] ⓘ）是法国法蘭西島大區塞纳-马恩省的一个市镇，属于莫城区。 

## 地理
萨姆龙（48°56'52"N, 3°4'55"E）面积6.06 平方千米，位于法国法蘭西島大區塞纳-马恩省，该省份为法国北部内陆省份，北起瓦兹省，西接埃松省、马恩河谷省、塞纳-圣但尼省和瓦兹河谷省，南至卢瓦雷省，东南接约讷省，东临马恩省和奥布省，东北接埃纳省。
与萨姆龙接壤的市镇（或旧市镇、城区）包括：茹阿爾、圣让莱德瑞莫、塞特索尔、锡尼-锡涅、马恩河畔于西。

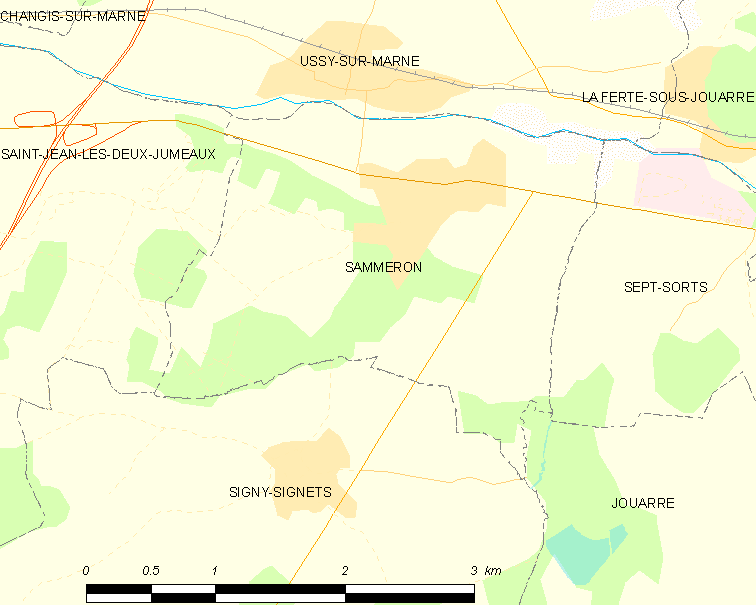
萨姆龙的OSM定位图

萨姆龙的时区为UTC+01:00、UTC+02:00（夏令时）。

## 行政
萨姆龙的邮政编码为77260，INSEE市镇编码为77440。

## 政治
萨姆龙所属的省级选区为拉费泰苏茹阿尔县。

## 人口

1962-2008年间萨姆龙人口变化图示

萨姆龙于2022年1月1日时的人口数量为1160人。